# Andrzej Kondratiuk
Andrzej Lech Kondratiuk (ur. 20 lipca 1936 w Pińsku, zm. 22 czerwca 2016 w Warszawie) – polski reżyser, scenarzysta, aktor i operator filmowy.

## Życiorys

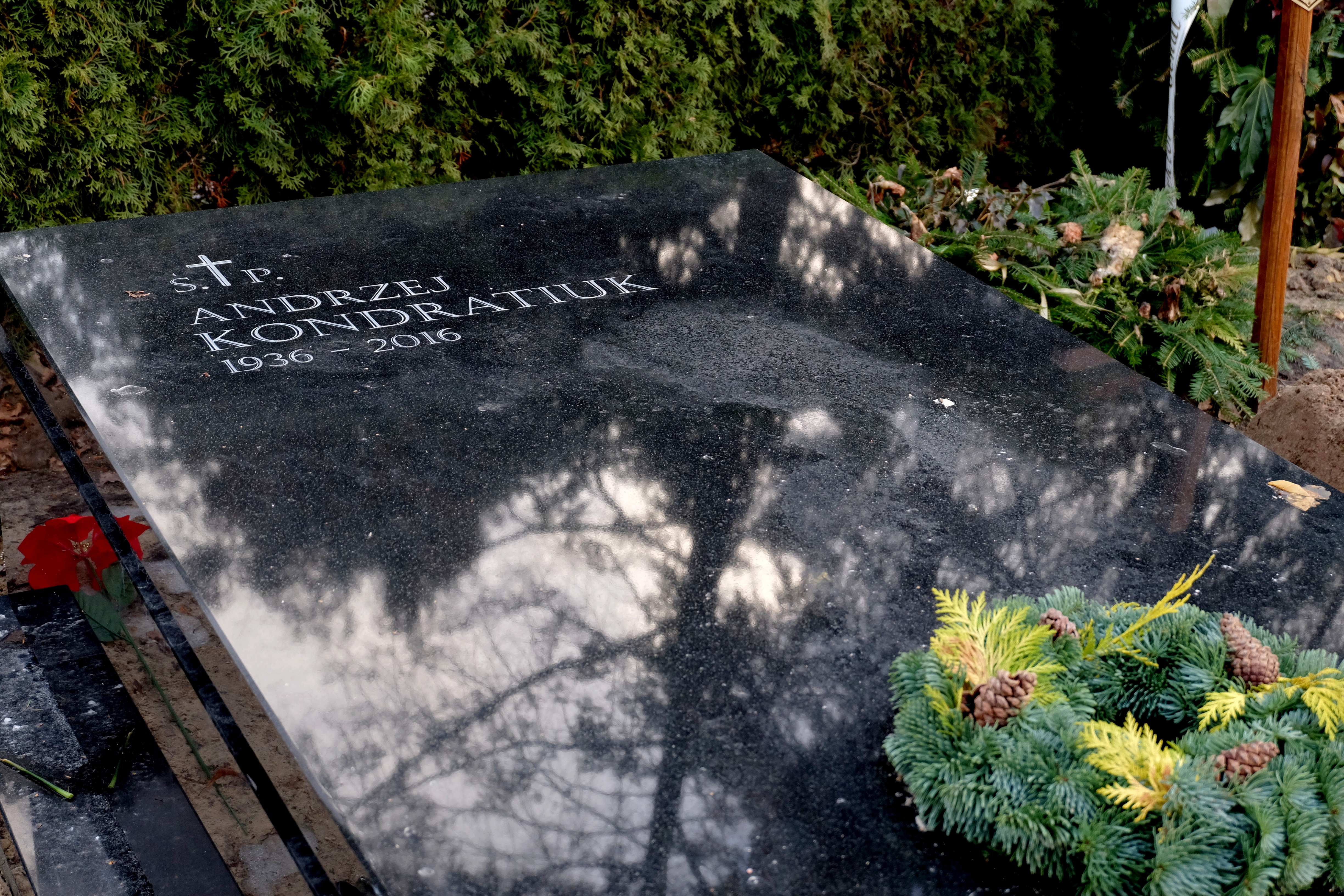
Grób Andrzeja Kondratiuka na Cmentarzu Wojskowym na Powązkach w Warszawie

Syn Krystyny i Arkadiusza Kondratiuków. Urodził się przed II wojną światową w Pińsku. Był starszym bratem reżysera Janusza Kondratiuka.
W 1963 został absolwentem Wydziału Operatorskiego PWSTiF w Łodzi. Był twórcą filmów niskobudżetowych, w scenariuszach często wykorzystywał wątki ze swojej biografii, a jako aktorów dobierał nierzadko osoby z najbliższego otoczenia, także naturszczyków. Część swych filmów stworzył w Gzowie koło Pułtuska. W ostatnich latach poważna choroba uniemożliwiła mu aktywność zawodową.
Mimo że niektóre jego filmy, jak np. Wniebowzięci czy Hydrozagadka, są zaliczane do filmów kultowych, często nagradzanych, nie są one filmami kasowymi. Wiele z jego wcześniejszych filmów to krótkie etiudy, jak np. Chciałbym się ogolić.
Po roku 2000 pojawiły się problemy ze zdrowiem, zdiagnozowano u niego nowotwór. W kwietniu 2005 doznał udaru mózgu.
Zmarł 22 czerwca 2016. Uroczystości pogrzebowe odbyły się 29 czerwca 2016 w Warszawie, a po mszy świętej odprawionej w kościele środowisk twórczych na placu Teatralnym urna z prochami artysty została złożona w nowej Alei Zasłużonych na Powązkach Wojskowych (kwatera G-tuje-26). W ostatniej drodze towarzyszyli mu, oprócz najbliższej rodziny, m.in. Emilia Krakowska, Zofia Czerwińska, Ewa Błaszczyk, Maja Komorowska, Zbigniew Buczkowski i Daniel Olbrychski.

## Życie prywatne
Był mężem aktorki Igi Cembrzyńskiej. Mieszkali na warszawskiej Ochocie i we wsi Gzowo.

## Filmografia (reżyser)
Filmy fabularne i seriale
- Pamiętnik Andrzeja Kondratiuka (2006)
- Bar pod młynkiem (2004)
- Córa marnotrawna (2001)[9]
- Słoneczny zegar (1997)
- Wrzeciono czasu (1995)
- Wesoła noc smutnego biznesmena (1993)
- Ene... due... like... fake... (1991)
- Mleczna droga (1990)
- Big Bang (1986)
- Cztery pory roku (1984)
- Gwiezdny pył (1982)
- Pełnia (1979)
- Jak to się robi (1973)
- Wniebowzięci (1973)
- Skorpion, Panna i Łucznik (1972)
- Dziura w ziemi (1970)
- Hydrozagadka (1970)
- Klub profesora Tutki (1966, serial TV)

Etiudy filmowe
- Balon (1967)
- Fluidy (1967)
- Kolorowe kłamstwo (1966)
- Chciałbym się ogolić (1966)
- Monolog trębacza (1965)
- Niezawodny sposób (1963)
- Kobiela na plaży (1963)
- Nad wielką wodą (1962)
- Obrazki z podróży (1960, PWSF)
- Noe (1959, scenariusz z Maciejem Kijowskim, PWSF)
- Dedykacja (1959, PWSF)
- Zakochany Pinokio (1958, PWSF)
- Juvenalia w Łodzi (1958, PWSF)

## Odznaczenia i nagrody
- 2016 – Pośmiertne odznaczenie przez Prezydenta RP Andrzeja Dudę Krzyżem Oficerskim Orderu Odrodzenia Polski za zasługi w dziedzinie sztuki i kultury[10].
- 1999 – nominacja do Polskiej Nagrody Filmowej, Orzeł za rok 1998 za scenariusz filmu Złote runo
- 1996 – Złota Taśma (nagroda Koła Piśmiennictwa Filmowego SFP) w kategorii film polski za rok 1995 za film Wrzeciono czasu
- 1995 – Nagroda Specjalna Jury na Festiwalu Polskich Filmów Fabularnych w Gdyni za film Wrzeciono czasu
- 1987 – Złoty Ekran za rok 1986 za reżyserię filmu Big Bang
- 1987 – Nagroda Przewodniczącego Komitetu ds. Radia i Telewizji za film Cztery pory roku
- 1987 – Nagroda Przewodniczącego Komitetu ds. Radia i Telewizji za film Big Bang
- 1986 – Syrenka Warszawska (nagroda Klubu Krytyki Filmowej SDP) za film Big Bang
- 1985 – Brązowe Oko Leoparda w sekcji telewizyjnej na MFF w Locarno za film Cztery pory roku
- 1985 – Brązowe Lwy Gdańskie dla filmu niepełnometrażowego na Festiwalu Polskich Filmów Fabularnych w Gdyni za film Cztery pory roku
- 1984 – Nagroda Specjalna Jury na Festiwalu Polskich Filmów Fabularnych w Gdyni za film Gwiezdny pył
- 1970 – Nagroda Specjalna na MFF w Karlovych Varach za film Dziura w ziemi